# Communauté de communes Rhôny Vistre Vidourle
 (avril 2017).
Si vous disposez d'ouvrages ou d'articles de référence ou si vous connaissez des sites web de qualité traitant du thème abordé ici, merci de compléter l'article en donnant les références utiles à sa vérifiabilité et en les liant à la section « Notes et références ».
La communauté de communes Rhôny Vistre Vidourle est une communauté de communes française, située dans le département du Gard. Elle est créée en janvier 2001 et est composée de 10 communes regroupant une population dépassant les 20 000 habitants.

## Communes
La communauté de communes est composée des 10 communes suivantes :

| Nom                            | Code Insee | Gentilé       | Superficie (km2) | Population (dernière pop. légale) | Densité (hab./km2) |
| ------------------------------ | ---------- | ------------- | ---------------- | --------------------------------- | ------------------ |
| Gallargues-le-Montueux (siège) | 30123      | Gallarguois   | 10,89            | 3 615 (2022)                      | 332                |
| Aigues-Vives                   | 30004      | Aigues-Vivois | 12               | 3 340 (2022)                      | 278                |
| Aubais                         | 30019      | Aubaisiens    | 11,79            | 2 938 (2022)                      | 249                |
| Boissières                     | 30043      | Boissiériens  | 3,33             | 595 (2022)                        | 179                |
| Codognan                       | 30083      | Codognanais   | 4,65             | 2 518 (2022)                      | 542                |
| Mus                            | 30185      | Mussois       | 2,6              | 1 597 (2022)                      | 614                |
| Nages-et-Solorgues             | 30186      | Nageois       | 6,18             | 2 160 (2022)                      | 350                |
| Uchaud                         | 30333      | Uchaudois     | 8,8              | 4 824 (2022)                      | 548                |
| Vergèze                        | 30344      | Vergézois     | 10,16            | 5 778 (2022)                      | 569                |
| Vestric-et-Candiac             | 30347      | Vestriçois    | 10,92            | 1 345 (2022)                      | 123                |

## Démographie
| 1968  | 1975   | 1982   | 1990   | 1999   | 2008   | 2013   | 2019   |
| ----- | ------ | ------ | ------ | ------ | ------ | ------ | ------ |
| 9 381 | 10 670 | 13 244 | 16 501 | 19 646 | 23 382 | 25 747 | 27 327 |

## Organisation
À sa création en décembre 2000 son périmètre et ses statuts ont été approuvés par les conseils municipaux des 9 communes fondatrices à la quasi-unanimité (114 voix pour, 0 contre et 2 abstentions). La dixième commune (Nages-et-Solorgues) a été associée ensuite par vote unanime de tous les conseils. Son conseil communautaire compte 34 conseillers titulaires et 34 conseillers suppléants.

### Présidents
Le premier président a été René Pourreau (Maire de Gallargues-le-Montueux) de 2001 à 2008, Jean-Baptiste Estève (Maire de Nages-et-Solorgues) lui a succédé de 2008 à 2020. L'actuel président est Philippe Gras (Maire de Codognan).

## Domaines de compétence
En 2005, ses compétences ont été étendues à la gestion des sept crèches, des sept centres de loisirs, des dix restaurants scolaires, des services de garderie périscolaires, de l'urbanisme (en ce compris l'instruction des permis de construire et autorisations assimilées), d'une police municipale intercommunale — la seconde à avoir été structurée en France[réf. nécessaire] — qui patrouille toutes les nuits avec dix agents, ainsi qu'à la promotion du tourisme et à la gestion d'un réseau de chemins de randonnées.
Pour agir la communauté dispose de 230 fonctionnaires et d'un budget annuel de 16 millions d'euros (en 2009). Son siège est à Gallargues dans un immeuble de 1 300 m2 au centre de la ZAC « Pôle Actif » qu'elle a réalisée. Par ailleurs, compétente dès sa création pour promouvoir l'activité économique, la communauté est intervenue à Aigues-Vives, Aubais, Vestric-et-Candiac, et a réalisé à Gallargues un parc d'activité de 40 hectares que le schéma de cohérence territoriale (SCOT) du sud du Gard classe dans les trois sites économiques majeurs des 75 communes de ce territoire.